# Таанах
32°31′11″ пн. ш. 35°13′16″ сх. д. / 32.519722222222° пн. ш. 35.221111111111° сх. д.
Таанах — стародавнє місто в Ханаані. Нині на його місці розташовано арабське поселення Тель-Таанек у Самарії на півночі Палестинської автономії, на південних схилах Ізреельської долини.

## Історія
Археологічні знахідки свідчать про виникнення першого поселення на території Таанаха вже у середині III тисячоліття до н. е. У XV столітті до н. е. місто завоював єгипетський фараон Тутмос III. У XII столітті до н. е. біля Таанаха ізраїльські племена розгромили ханаанців. За царя Соломона місто стало окружним центром Ізраїльсько-юдейського царства. 925 року до н. е. Таанах захопив і розграбував фараон Шешонк I. Місто остаточно занепало після навали на Юдею вавилонського царя Навуходоносора II.
Розкопки у Таанасі проводили німецький археолог Зеллін у 1902–1903 роках й американець Лепп 1963 року. Були знайдені клинописні таблички з текстами, подібними до знахідок в Тель ель-Амарні.